# Aachenosaurus
Az Aachenosaurus a késő kréta korból (Santon-Kampán) származó bizonytalan eredetű ősnövény-nemzetség. Nevét kizárólag olyan megkövesedett anyagmaradványok alapján kapta, amelyeket eredetileg egy kacsacsőrű dinoszaurusz (hadroszaurusz) állkapocsdarabjainak véltek. A fosszíliákról azonban a felfedező nagy szégyenére kiderült, hogy megkövesedett fa maradványai. A fosszília neve „aacheni gyíkot” jelent, nevét a Moresnet-i Aacheni Formációról kapta, ahol a fosszíliákat találták.

## Története
Az Aachenosaurus holotípusát 1887-ben fedezték fel. 1888. október 31-én Gerard Smets tudós (és abbé) nevezte el, aki a típusfajt Aachenosaurus multidensnek nevezte el. A töredékek alapján megállapította, hogy a példány becslése szerint egy 4-5 méter hosszúságot elérő hadroszaurusz volt, amelynek tüskés bőrkinövsei lehettek. Ezt a következtetését azzal magyarázta, hogy a fosszíliákat szabad szemmel, nagyítóval és mikroszkóppal is vizuálisan vizsgálta. Louis Dollo azonban hamarosan bebizonyította, hogy tévedett. Smets először védeni próbálta eredeti megállapítását, de egy semleges bizottság ismét bebizonyította, hogy tévedett. Az a pletyka terjedt el, hogy puszta szégyenérzetből teljesen visszavonult a tudománytól, bár csak miután 1889-ben publikált egy teknősökről szóló tanulmányt; ez a pletyka később hamisnak bizonyult. Utolsó tanulmánya 1895-ben jelent meg.